# Ascorbate peroxydase
Une L-ascorbate peroxydase (APX) est une oxydoréductase qui catalyse la réaction :
2 L-ascorbate + H2O2 + 2 H+  {\displaystyle \rightleftharpoons }  L-ascorbate + L-déshydroascorbate + 2 H2O (réaction globale) :
(a) 2 L-ascorbate + H2O2 + 2 H+  {\displaystyle \rightleftharpoons }  2 monodéshydroascorbate + 2 H2O ;
(b) 2 monodéshydroascorbate  {\displaystyle \rightleftharpoons }  L-ascorbate + L-déshydroascorbate (spontané).

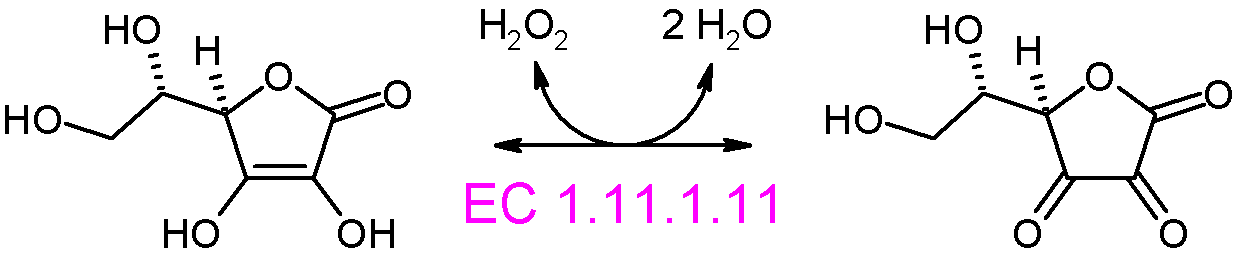
Réaction catalysée par les L-ascorbate peroxydases.

Ces enzymes sont des peroxydases héminiques de classe I, présentes chez les plantes, les algues et certaines cyanobactéries. Les ascorbate peroxydases présentent une grande similitude séquentielle avec les cytochrome c peroxydases. Dans les conditions physiologiques, le produit immédiat de la réaction, le monodéshydroascorbate, est réduit en ascorbate par une monodéshydroascorbate réductase (NADH) ; en l'absence de réductase, deux radicaux monodéshydroascorbate se dismutent rapidement en ascorbate et déshydroascorbate. Avec la monodéshydroascorbate réductase, la glutathion déshydrogénase et la glutathion réductase, l'ascorbate peroxydase est un composant du cycle glutathion-ascorbate.
Les ascorbate peroxydases présentent une spécificité élevée pour l'ascorbate comme donneur d'électrons mais la plupart d'entre elles sont également capables d'oxyder d'autres substrats organiques qui sont davantage caractéristiques des peroxydases héminiques de classe III, parfois avec des cinétiques comparables, ce qui peut rendre délicate la classification d'une enzyme comme ascorbate peroxydase.
L'essentiel de nos connaissances relatives au mécanisme enzymatique des ascorbate peroxydases provient de travaux réalisés sur l'enzyme cytosolique du petit pois et du soja. L'oxydation est réalisée par l'intermédiaire d'un composé I faisant intervenir l'hème du site actif, qui est par la suite réduit par deux molécules de substrat S en leur transférant chacune un électron séquentiellement :
(1) APX + H2O2 → composé I + H2O ;
(2) composé I + HS → composé II + S• ;
(3) composé II + HS → APX + S• + H2O.
Dans le cas de l'ascorbate peroxydase, le composé I est une espèce transitoire contenant un atome de fer à l'état d'oxydation +4 (ferryle) et un radical porphyrine pi-cationique,, comme dans la peroxydase de raifort ; le composé II ne contient que le ferryle.